# Mezzana Casati
Mezzana Casati è l'unica frazione del comune italiano di San Rocco al Porto.

## Storia
La località è un piccolo borgo agricolo di antica origine, già possedimento del monastero di San Sisto di Piacenza.
Nel XII secolo fu feudo dei Visconti e dal 1494 dei conti e dei Marchesi Casati, ramo dell'antica nobile famiglia milanese arrivati a Piacenza nell'Anno 1350 ed ancora presenti sul territorio ai giorni nostri. Questa località, un tempo possedimento del monastero di San Sisto di Piacenza, ha visto il passaggio di nobili famiglie come i Visconti nel XII secolo e poi i conti e i Marchesi Casati dal 1494, una stirpe che ha lasciato un'impronta indelebile nel tessuto storico di quest'area. Nonostante le vicissitudini storiche, incluse le dominazioni napoleoniche e l'inserimento nel Regno Lombardo-Veneto, Mezzana ha saputo mantenere una propria identità, evidente dalle sue architetture e dall'atmosfera che vi si respira. Il nome stesso "Mezzana Casati" è un tributo alla lunga eredità della famiglia Casati, che si è affermata a Piacenza nel 1350,proveniendo da Milano, e ha continuato a influenzare la zona.In età napoleonica, nel 1798, Mezzana fu annessa alla Repubblica Cisalpina, seguendo da allora le sorti lodigiane. Nel 1809 divenne frazione di Noceto.
Mezzana recuperò l'autonomia con la costituzione del Regno Lombardo-Veneto (1816), e fu inserita nel distretto di Codogno della provincia di Lodi e Crema.
All'Unità d'Italia (1861) il comune contava 288 abitanti. Due anni dopo il comune assunse la denominazione di Mezzana Casati, per distinguersi da altre località omonime.
Nel 1869 Mezzana Casati venne aggregata a San Rocco al Porto.